# BMW X
Il BMW X era un motore radiale aeronautico a 5 cilindri prodotto dalla BMW a partire dal 1930 e destinato ad equipaggiare velivoli leggeri da turismo e da addestramento. Sebbene si fosse distinto nell'equipaggiare numerosi velivoli impiegati nelle manifestazioni aeree, tra le quali il giro d'Europa aereo del 1930, venne realizzato in un numero limitato di esemplari.
Nel 1931 ne venne sviluppata una versione dalla cilindrata e dalla conseguente potenza maggiorate.

## Versioni
- X
- Xa - sviluppo del precedente X

## Velivoli utilizzatori
Germania
- Klemm L 25